# 今日から始めよう
「今日から始めよう」(きょうからはじめよう) は、荻野目洋子&村田和人のシングル。1994年2月9日にビクターエンタテインメントよりリリースされた。公式データで荻野目洋子の32枚目のシングルとして数えられている。

## 解説
- ブルボン「バレンタイン&ホワイトデー」CFソングとして使用された[1]。バレンタインデーやホワイトデーが近付くに当たって、何か心温まるデュエットソングを、という企画がビクターで持ち上がり、抜擢されたのが荻野目と村田であった。

- テレビ番組では、フジテレビ系『とんねるずのみなさんのおかげです』で歌唱されている。(荻野目のみが出演、村田和人歌入りカラオケにて歌唱していた)

## 収録曲
1. 今日から始めよう (荻野目洋子&村田和人)
  - 作詞：秋元康 / 作曲・編曲：後藤次利
2. 今日から始めよう (荻野目洋子歌入りカラオケ)
3. 今日から始めよう (村田和人歌入りカラオケ)
4. 今日から始めよう (オリジナル・カラオケ)